# 少先隊站 (莫斯科地鐵)
少先隊站（羅馬化：Pionerskaya）是莫斯科地鐵菲利線的一個車站，開通於1961年。在1965年之前，少先隊站是菲利線的起點車站。車站的設計者是Rober Pogrebnoi。

## 外部連結
- metro.ru （页面存档备份，存于）
- mymetro.ru
- KartaMetro.info — Station location and exits on Moscow map (English/Russian)